# Île de Bananal
L'île de Bananal (Ilha do Bananal en portugais) se trouve au Brésil, dans l'État du Tocantins au milieu de deux très larges bras du rio Araguaia. Elle est la plus grande île fluviale au monde avec une superficie de 19 162 km2 (environ deux fois celle du Liban ou de la Jamaïque) mesurant 350 kilomètres de longueur pour 55 kilomètres de largeur. De janvier à mars, elle est partiellement recouverte par la crue hivernale du rio Araguaia.
Aucun pont n'existe pour accéder à l'île mais pendant la saison sèche de juin à août, le niveau de l'eau par endroits est suffisamment faible pour un accès en voiture tout-terrain.
Le tiers nord de l'île est devenu le parc national d'Araguaia, les deux tiers sud étant une réserve indigène pour les tribus Carajás, Javaés, Tapirapés, Tuxás et Avá-Canoeiros. Les villages de l'île sont : Barra do Rio, Barreira Branca, Boa Esperança, Boto Velho, Cachoeirinha, Fontoura, JK, Kanoanã, Kaxiwe, Macaúba, Santa Isabel, São João, Txoude, Txuiri, Wari-Wari, Watau.

## Dans la littérature
L'île est le premier endroit décrit par Blaise Cendrars dans le chapitre « Utopialand, le pays qui n'est à personne » de son dernier livre, Trop c'est trop. Il y raconte l'histoire d'un Français qui aurait eu une mine d'or sur l'île.
Raymond Maufrais fait escale sur cette île lors de sa première expédition au Mato Grosso en 1946 dans une mission de pacification auprès des indiens Chavantes menée par Francisco Meirelles.

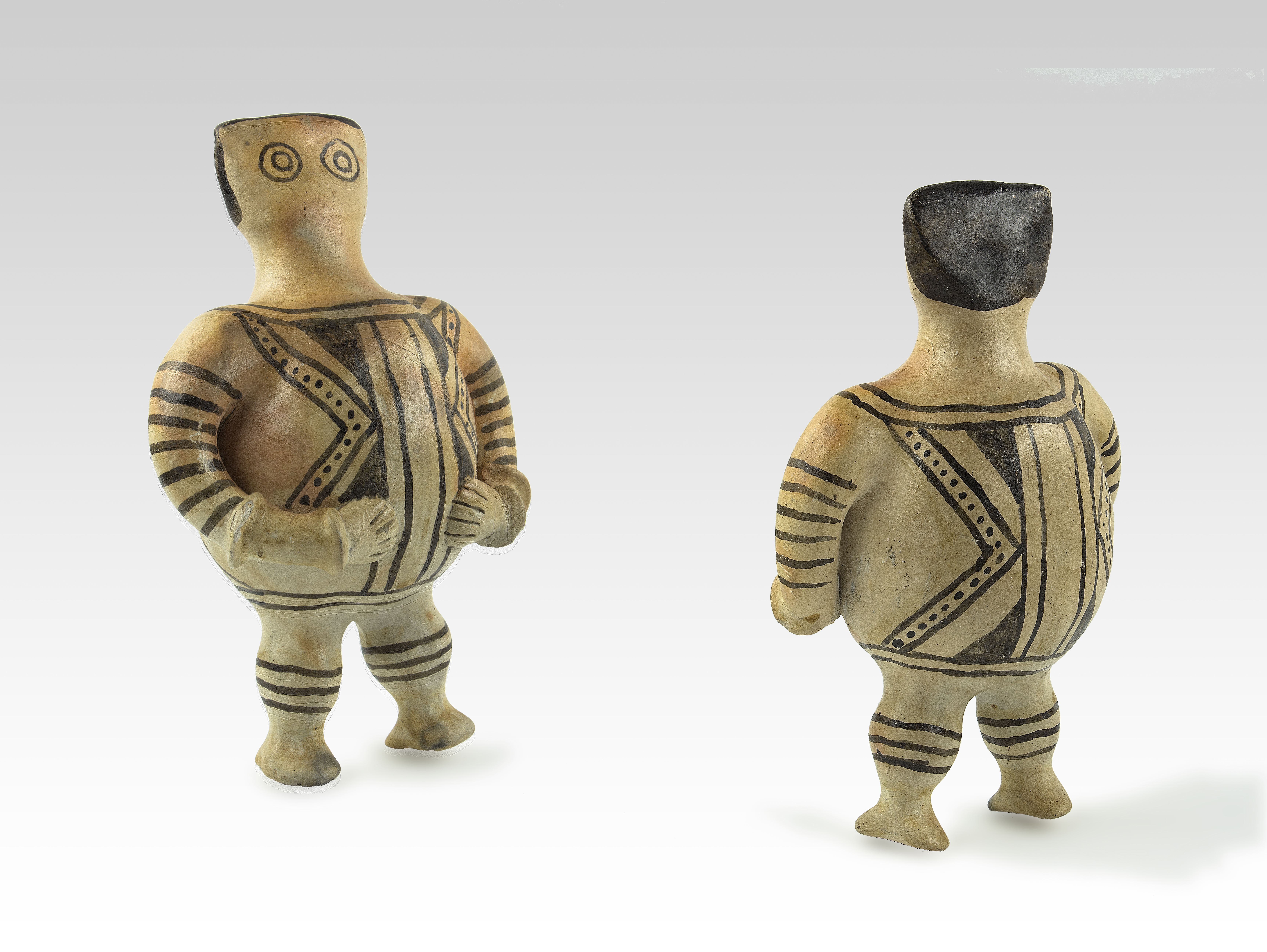
Statuette Carajà - Île de Bananal